# Municipio de Curtis
El municipio de Curtis (en inglés: Curtis Township) es un municipio ubicado en el condado de Alcona en el estado estadounidense de Míchigan. En el año 2010 tenía una población de 1.236 habitantes y una densidad poblacional de 6,75 personas por km².

## Geografía
El municipio de Curtis se encuentra ubicado en las coordenadas 44°33′31.05″N 83°45′51.94″O / 44.5586250, -83.7644278. Según la Oficina del Censo de los Estados Unidos, el municipio tiene una superficie total de 183 km² (70,7 mi²), de la cual 176,8 km² (68,3 mi²) corresponden a tierra firme y 6,2 km² (2,4 mi²) (3.37%) es agua.

## Demografía
En el 2000 la renta per cápita promedia del hogar era de $27.048, y el ingreso promedio para una familia era de $30.817. El ingreso per cápita para la localidad era de $15.457. En 2000 los hombres tenían un ingreso per cápita de $26.563 contra $22.778 para las mujeres. Alrededor del 15.10% de la población estaba bajo el umbral de pobreza nacional.